# Heterocerus schwarzi
Heterocerus schwarzi is een keversoort uit de familie oevergraafkevers (Heteroceridae). De wetenschappelijke naam van de soort is voor het eerst geldig gepubliceerd in 1890 door Horn.